# Литейная сварка
Литейная сварка — одна из разновидностей сварки.
Сущность данного способа заключается в том, что предварительно подготовленное место сварки заливается жидким перегретым металлом, заготовленным в отдельном от изделия контейнере, например тигле. Процесс сварки похож на производство отливок из металла. Место сварки заформовывают, сушат, прокаливают. Изделие подогревают и в заформованный стык заливают заранее приготовленным, расплавленным, желательно перегретым металлом. Таким образом сваривают изделия из благородных металлов, меди, бронзы (металлическую посуду, украшения), в древности изготавливали свинцовые трубы для водопроводов.
В настоящее время литейная сварка применяется редко, иногда — для исправления чугунных отливок, однако при этом высок процент вероятности выпадения белого чугуна, по сравнению с другими видами сварки. Литейная сварка для чугунных изделий делается только тогда, когда нельзя использовать другие видов сварок.